# Arenaria quirosii
Arenaria quirosii är en nejlikväxtart som beskrevs av Paul Carpenter Standley. Arenaria quirosii ingår i släktet narvar, och familjen nejlikväxter. Inga underarter finns listade i Catalogue of Life.